# Ignazio Raimondi
Ignazio Raimondi (* um 1735 in Neapel; † 14. Januar 1813 in London) war ein italienischer Geiger, Komponist und Konzertveranstalter.

## Leben und Wirken
Ignazio Raimondi erhielt Violinunterricht von Emanuele Barbella, bevor er von 1759 bis 1762 im Orchester des Teatro San Carlo in Neapel spielte. Von 1762 bis 1783 lebte und wirkte er in Amsterdam, wo er als Solist und Konzertveranstalter tätig war. In diesen Konzerten brachte er häufig eigene Werke zu Gehör. 1785 trat er erstmals in London auf. Auch hier war er bis etwa 1800 als Dirigent und Konzertveranstalter tätig.
Raimondi schuf zahlreiche Kammermusikwerke, Violinkonzerte, mehrere Sinfonien und Kammermusik. Seine Oper La muta wurde 1789 im Théâtre-Italien in Paris aufgeführt, sie gilt als verschollen.